# Sunilda

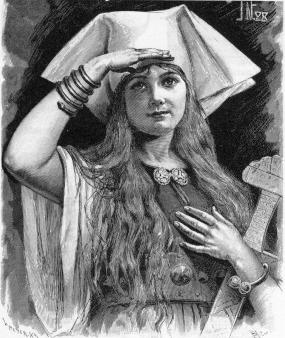
Ilustración de la edición sueca de Frederik Sander de la Edda Poética: Sunilda.

Sunilda (Svanhild) fue la hija de Sigurd y Gudrun en la Saga Volsunga de la mitología germana. Su padre la casó con Hermanarico, rey de los ostrogodos, pero fue acusada de infidelidad con el hijo del rey, Randver. Por ello, Hermanarico la hizo pisotear por caballos hasta la muerte. Su madre haría que sus hermanastros Hamdir y Sörli vengasen su muerte.
Esta historia se renombra en Hamðismál, en Guðrúnarhvöt, en la Ragnarsdrápa de Bragi Boddason, y en la Gesta Danorum.

## Base histórica
Jordanes escribió en 551 que el rey godo Hermanarico se trastornó por el ataque o traición de un rey subordinado y mandó ejecutar a su esposa atándola a cuatro caballos y desmembrándola. En venganza, los hermanos de ella, Ammius (Hamdir) y Sarus (Sörli), atravesaron a Hermanarico a lanzadas, muriendo este de las heridas. En la Chronicle o el Quedlinburg (del siglo X) se narra que los hermanos Hemidus (Hamdir), Serila (Sörli) y Adaccar (Erp/Odoacro) cortaron las manos de Hermanarico.

## Adaptaciones
Uno de los relatos de La patrulla del tiempo de Poul Anderson, El dolor o el Odín el Godo, cuenta la historia o un viajero del tiempo que investiga las raíces históricas de esta leyenda, encontrándose inmerso en los acontecimientos originales.
- Datos: Q1758567